# Jefferson County (Wisconsin)
Das Jefferson County ist ein County im US-amerikanischen Bundesstaat Wisconsin. Im Jahr 2020 hatte das County 84.900 Einwohner und eine Bevölkerungsdichte von 58,9 Einwohnern pro Quadratkilometer. Der Verwaltungssitz (County Seat) ist Jefferson.

## Geografie
Das County liegt im Südosten von Wisconsin, ist im Süden etwa 40 km von Illinois, im Osten etwa 60 km vom Michigansee entfernt. Es hat eine Fläche von 1509 Quadratkilometern, wovon 67 Quadratkilometer Wasserfläche sind.
Das County wird von Nord nach Südwest vom Rock River durchflossen, einem linken Nebenfluss des Mississippi. Im äußersten Südwesten verlässt der Fluss beim Durchfließen des Lake Koshkonong das County.
Das Jefferson County grenzt an folgende Nachbarcountys:
|             | Dodge County |                 |
| Dane County |              | Waukesha County |
| Rock County |              | Walworth County |

## Geschichte

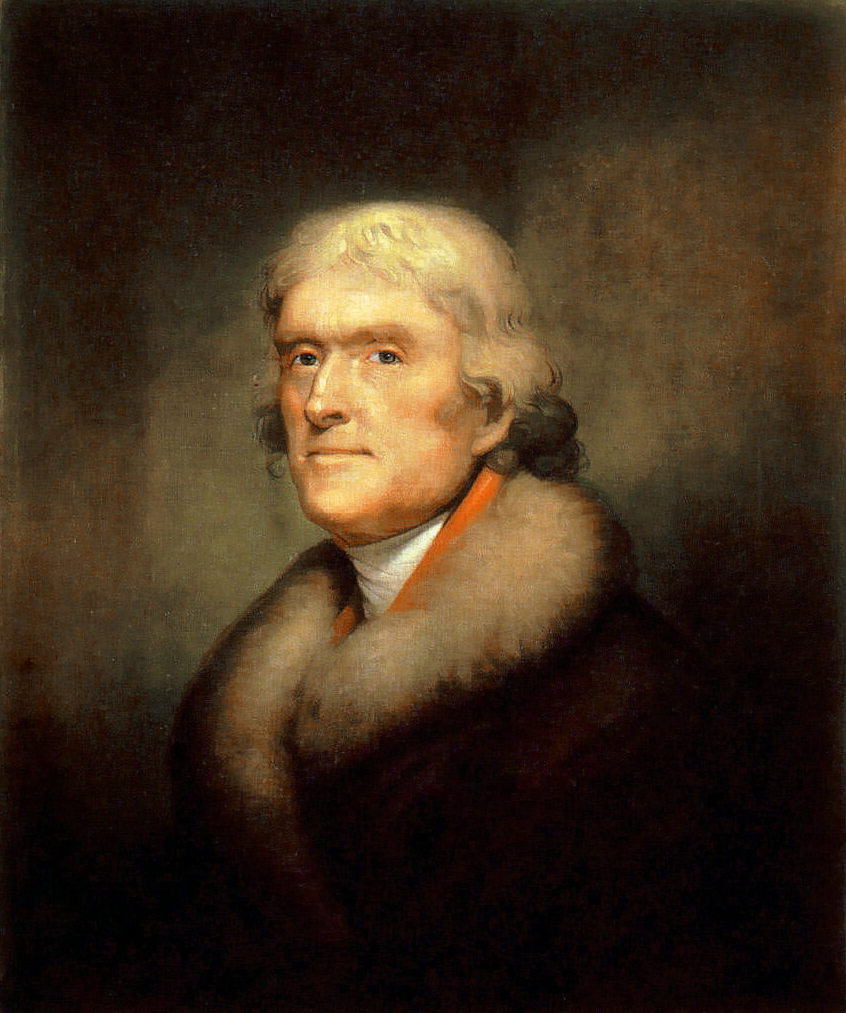
Thomas Jefferson

Jefferson County wurde 1836 aus Teilen des Milwaukee County gebildet. Benannt wurde es, wie auch die Bezirkshauptstadt, wahrscheinlich nach der Herkunft früher Siedler, dem Jefferson County in New York oder nach dem dritten US-Präsidenten Thomas Jefferson.

### Historische Objekte
- In Fort Atkinson steht der Fort Atkinson Water Tower. Der Wasserturm wurde 2005 als historisches Denkmal aufgenommen.

- In Waterloo, an der Kreuzung der Madison Street und der Monroe Street, befindet sich das historische Waterloo Downtown Historic District. Das Gebiet umfasst 29 Gebäude. Es wurde am 8. November 2000 vom National Register of Historic Places als historisches Distrikt mit der Nummer 00001360 aufgenommen.[4]

Weitere Objekte:
- Liste der Einträge im National Register of Historic Places im Jefferson County

## Bevölkerung
Nach der Volkszählung im Jahr 2010 lebten im Jefferson County 83.686 Menschen in 31.925 Haushalten. Die Bevölkerungsdichte betrug 58 Einwohner pro Quadratkilometer. In den 31.925 Haushalten lebten statistisch je 2,52 Personen.
Ethnisch betrachtet setzte sich die Bevölkerung zusammen aus 96,8 Prozent Weißen, 0,9 Prozent Afroamerikanern, 0,4 Prozent amerikanischen Ureinwohnern, 0,8 Prozent Asiaten sowie aus anderen ethnischen Gruppen; 1,1 Prozent stammten von zwei oder mehr Ethnien ab. Unabhängig von der ethnischen Zugehörigkeit waren 6,9 Prozent der Bevölkerung spanischer oder lateinamerikanischer Abstammung.
23,3 Prozent der Bevölkerung waren unter 18 Jahre alt, 62,7 Prozent waren zwischen 18 und 64 und 14,0 Prozent waren 65 Jahre oder älter. 50,2 Prozent der Bevölkerung war weiblich.

Das jährliche Durchschnittseinkommen eines Haushalts lag bei 54.705 USD. Das Pro-Kopf-Einkommen betrug 25.449 USD. 10,0 Prozent der Einwohner lebten unterhalb der Armutsgrenze.

## Ortschaften im Jefferson County
Citys
| - Fort Atkinson - Jefferson - Lake Mills | - Waterloo - Watertown2 - Whitewater3 |

Villages
| - Cambridge1 - Johnson Creek - Lac La Belle4 | - Palmyra - Sullivan |

Census-designated places (CDP)
| - Hebron - Helenville - Ixonia | - Lake Koshkonong - Lake Ripley - Rome |

Andere Unincorporated Communities
| - Aztalan - Blackhawk Island - Breezy Knoll - Busseyville - Carcajou - Cold Spring | - Concord - Ebenezer - Farmington - Glenn Oaks Beach - Grellton - Heath Mills | - Hoopers Mill - Hubbleton - Jefferson Junction - Koshkonong Manor - Koshkonong Mounds - Kroghville | - Lake Lac La Belle - London1 - Milford - North Shore - Oak Hill - Oakland | - Pipersville - Portland2 - Slabtown - Sylvan Mounds - Vinnie Ha Ha |

1 – teilweise im Dane County

2 – teilweise im Dodge County

3 – teilweise im Walworth County

4 – überwiegend im Waukesha County

## Gliederung
Das Jefferson County ist neben den sechs City und fünf Villages in 16 Towns eingeteilt:
| Town                | Einwohner (2010) | FIPS     |
| ------------------- | ---------------- | -------- |
| Town of Aztalan     | 1457             | 55-04125 |
| Town of Cold Spring | 727              | 55-16225 |
| Town of Concord     | 2072             | 55-16650 |
| Town of Farmington  | 1380             | 55-25300 |
| Town of Hebron      | 1094             | 55-33700 |
| Town of Ixonia      | 4385             | 55-37600 |
| Town of Jefferson   | 2178             | 55-37925 |
| Town of Koshkonong  | 3692             | 55-40375 |

| Town               | Einwohner (2010) | FIPS     |
| ------------------ | ---------------- | -------- |
| Town of Lake Mills | 2070             | 55-41700 |
| Town of Milford    | 1099             | 55-51850 |
| Town of Oakland    | 3100             | 55-59125 |
| Town of Palmyra    | 1186             | 55-61050 |
| Town of Sullivan   | 2208             | 55-78200 |
| Town of Sumner     | 832              | 55-78475 |
| Town of Waterloo   | 909              | 55-83950 |
| Town of Watertown  | 1975             | 55-84000 |